# Arnošt Hofbauer
Arnošt Hofbauer (Prága, 1869. április 26. – Prága, 1944. január 11.) cseh festő és grafikus.

## Élete
A prágai Iparművészeti Iskolában és a Képzőművészeti Akadémián tanult. Tanárai: Vojtěch Hynais, Maxmilián Pirner és František Ženíšek. 1897-ben Bécsbe ment, ahol színházi dekorációk festéséből élt. A Spolek výtvarných umělců Mánes (művészeti egyesület) alapító tagja volt, a Volné směry folyóirat szerkesztőségében dolgozott. A prágai Iparművészeti Iskolában tanított.
Ismert szecessziós plakátok alkotója, például Hana Kvapilová – Szavalat, 1898.

## Írások
- Žaponské umění, Praha: SVU Mánes, 1909 – zvláštní otisk stati pro Volné směry.[7]

## Képgaléria

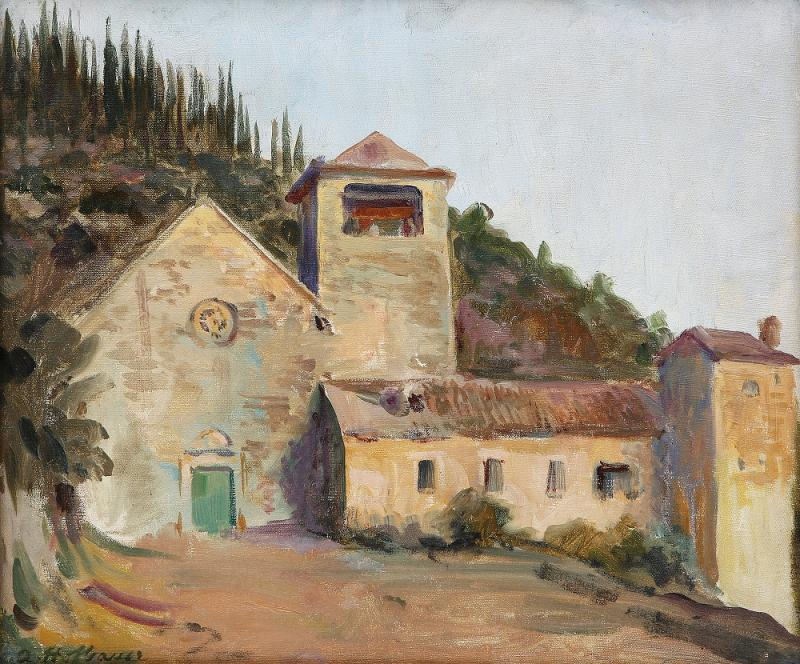
Az elhagyott San Giacomo kolostor Dubrovnikban (1905)
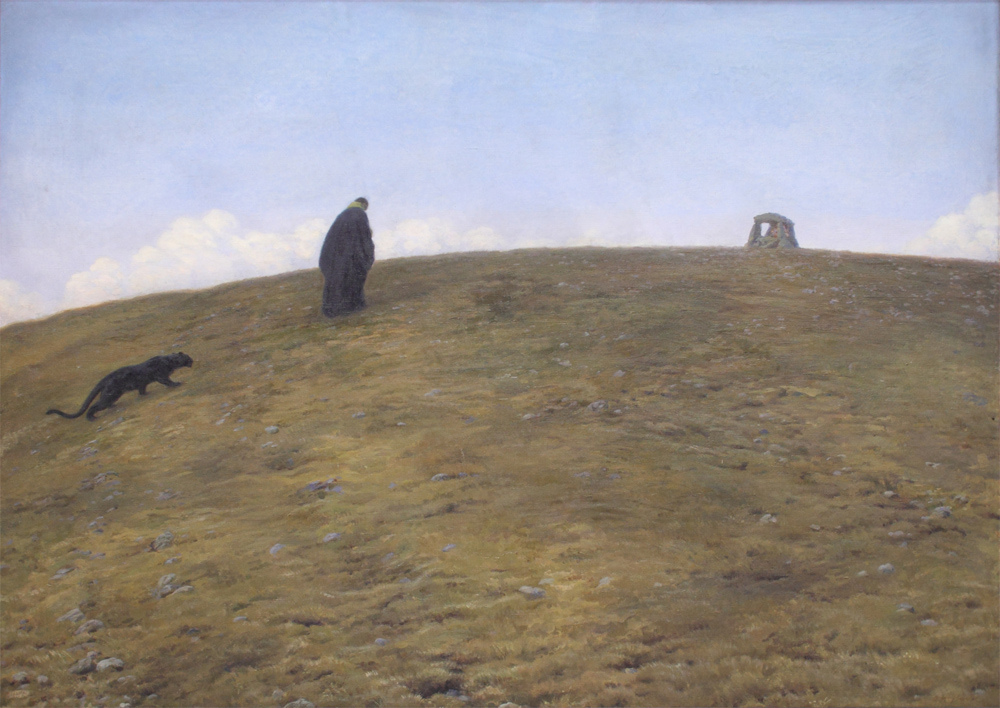
A vándor (1905)
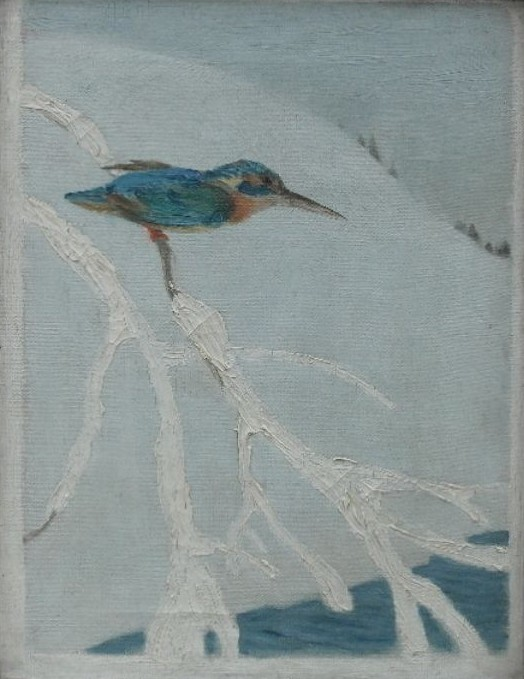
Kicsi madár
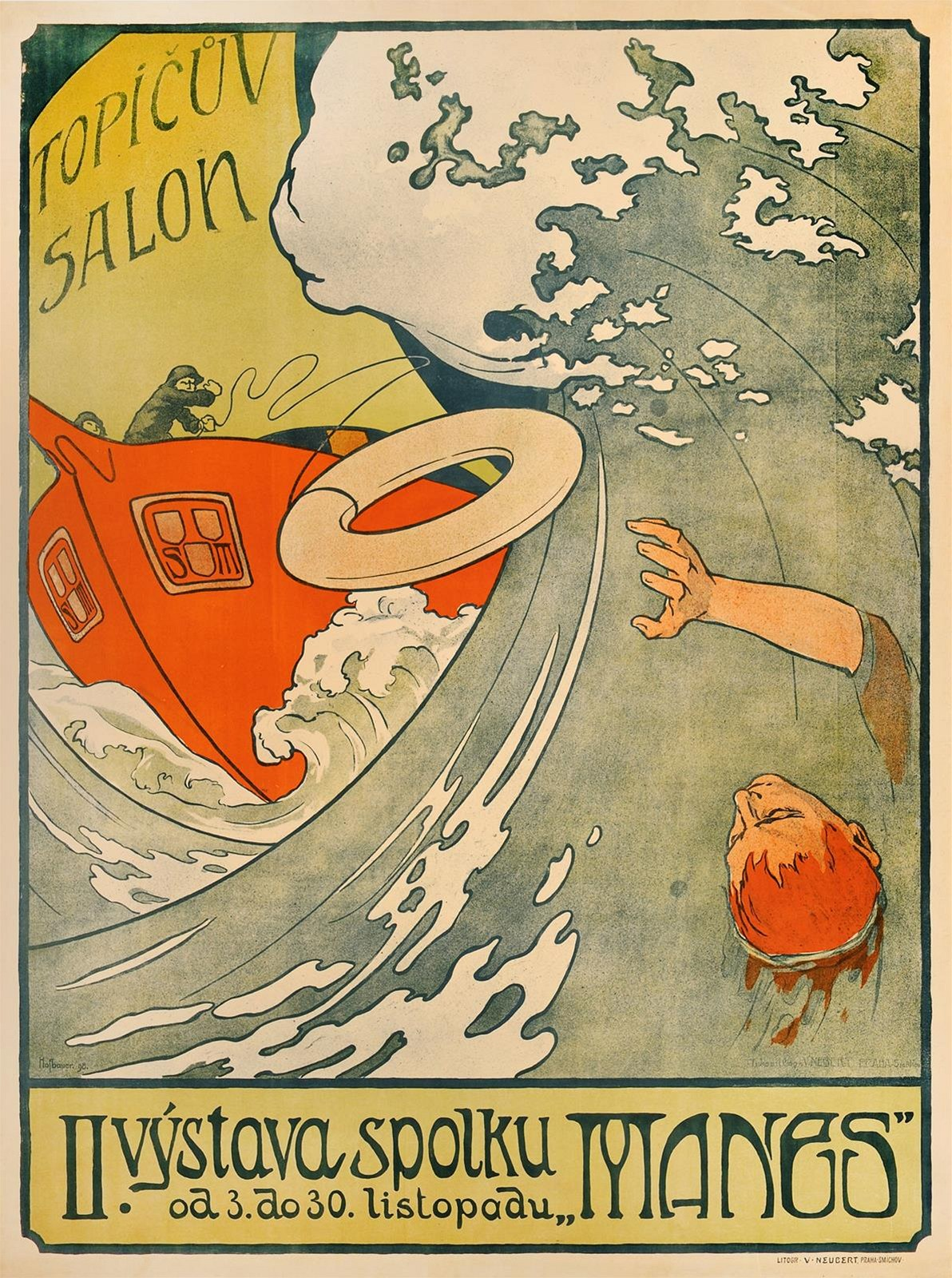
A Mánes[8] művészeti egyesület kiállítása (1898)

## Fordítás
- Ez a szócikk részben vagy egészben  az   Arnošt Hofbauer című cseh Wikipédia-szócikk ezen változatának fordításán alapul.  Az eredeti cikk szerkesztőit annak laptörténete sorolja fel. Ez a jelzés csupán a megfogalmazás eredetét és a szerzői jogokat jelzi, nem szolgál a cikkben szereplő információk forrásmegjelöléseként.